# Gut Kulenhagen

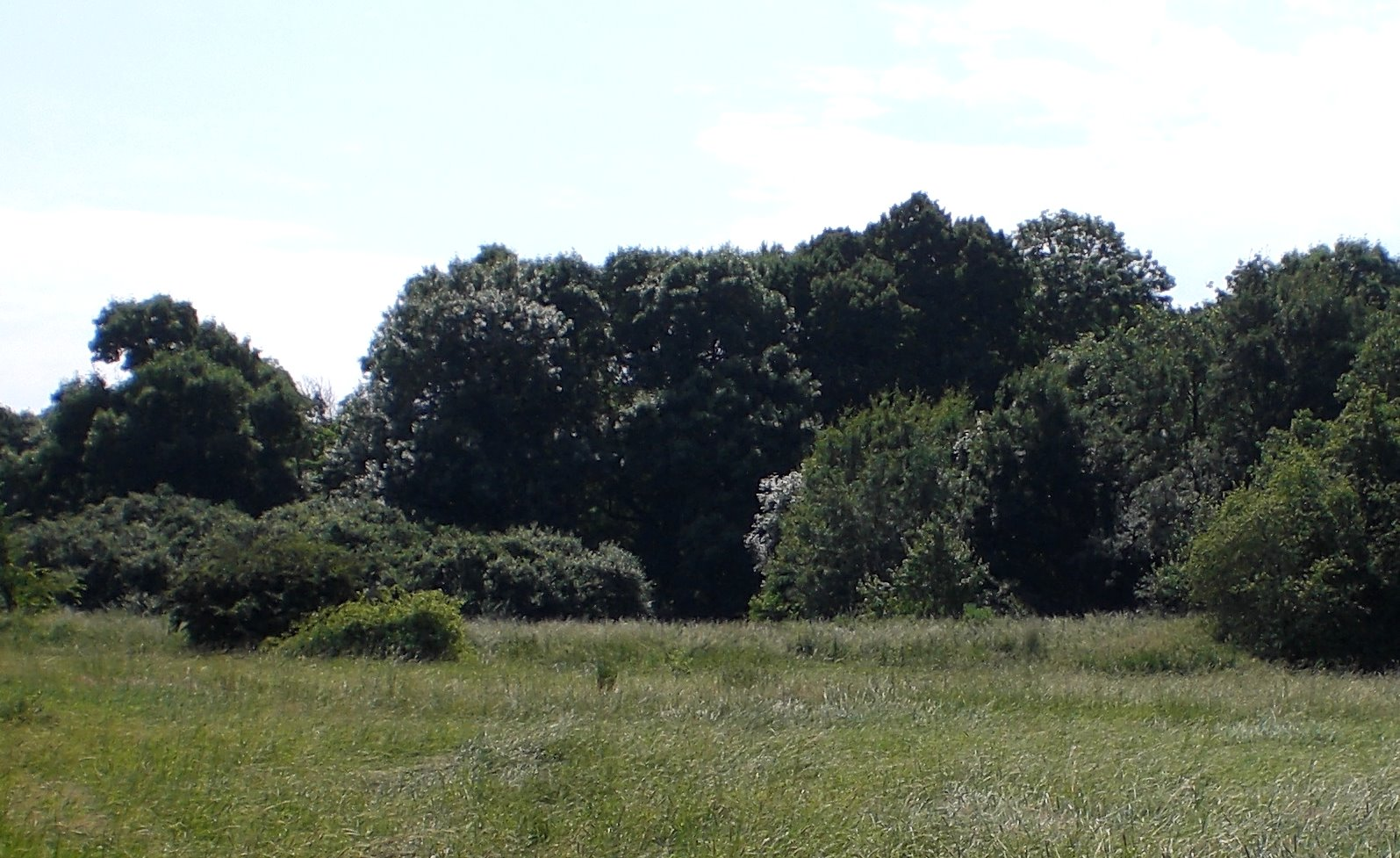
Ehemaliger Standort des Gutes Kulenhagen

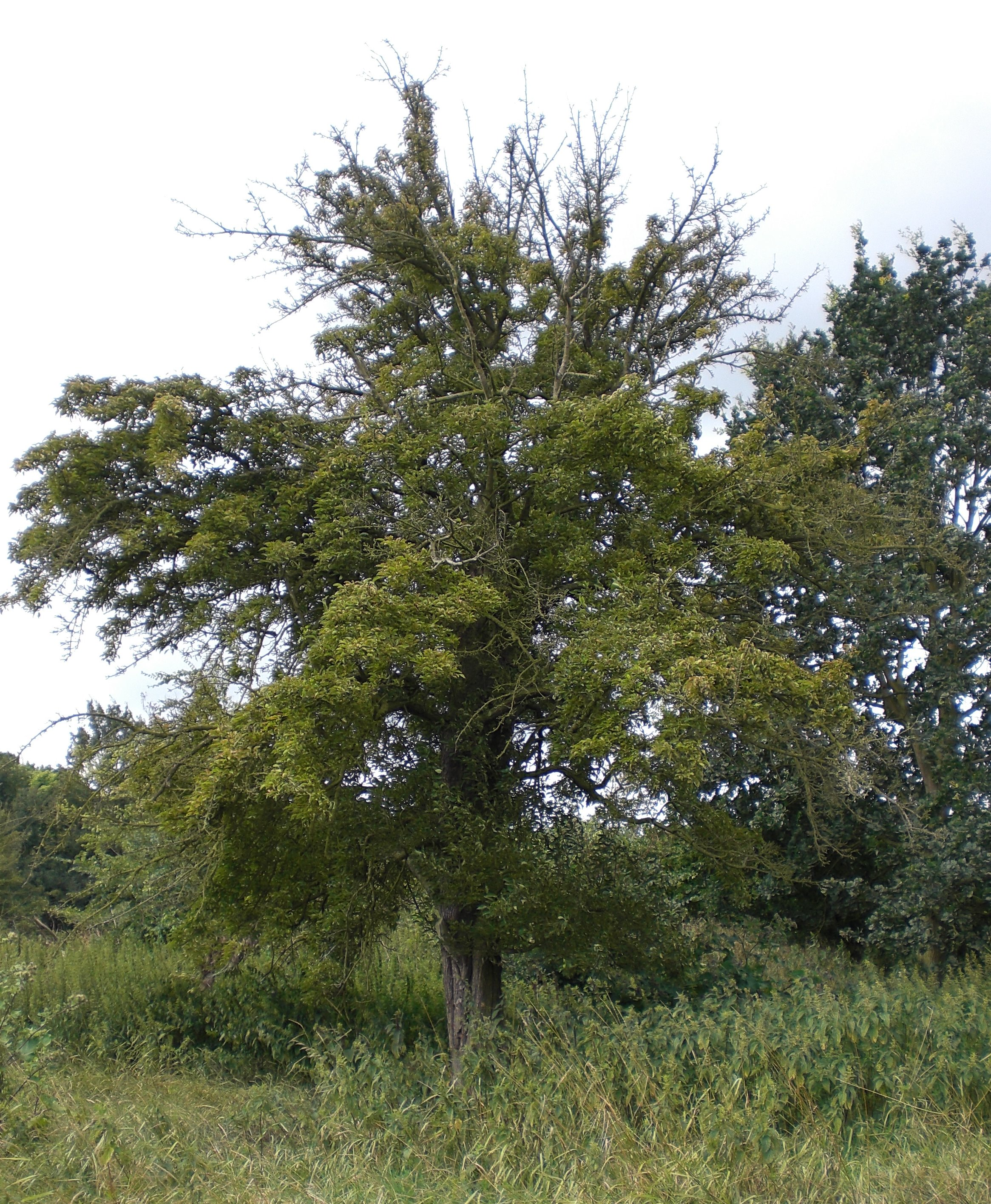
Alter Birnbaum in der Nähe des Seeufers

Das Gut Kulenhagen war ein abgelegenes Gehöft in der Kreuzhorst südöstlich der Stadt Magdeburg.

## Geschichte
Das Gehöft lag auf einem künstlich angeschütteten Hügel, um so vor den regelmäßigen Hochwassern der nur wenig weiter westlich fließenden Elbe geschützt zu sein. Der Hof bestand bereits im Mittelalter. Im 12. Jahrhundert wechselte der Hof, zu dem auch Wald, Wiesen und ein See gehörten, mehrfach den Besitzer. Eigentümer war dann schließlich Heinrich von Glinde, der auch Propst des Stifts Sankt Sebastian und Magdeburger Domherr war. Heinrich von Glinde verkaufte vor 1189 dann den Hof für 70 Mark an das Magdeburger Kloster Unser Lieben Frauen, das auch das Klostergut Salbke betrieb. Nach einer anderen Angabe soll der Hof im 12. Jahrhundert von seinem damaligen Eigentümer Dietrich von Groiz an das Kloster veräußert worden sein.
Vom Gut Kulenhagen aus wurde die dem Kloster gehörende Kreuzhorst und auch der dem Sankt-Sebastian-Stift gehörende Praepositurwald auf dem Holzwerder verwaltet. Dieses Waldgebiet zog sich südlich und westlich des Hofes bis zur Fähre Westerhüsen hin. Um 1600 war Moritz Sangerhausen der in Kulenhagen lebende Förster des Gebiets. Er befand sich in einem Dauerstreit mit Joachim Schnauke, dem Förster des damals südlich der Fähre Westerhüsen beginnenden Walds auf dem Kapitelwerder. Ab 1631 wurde auch das Kapitelholz vom Forsthaus Kulenhagen bewirtschaftet. Nachfolger des 1632 verstorbenen Moritz Sangerhausen soll ein Peter Voigt gewesen sein. Für das Jahr 1701 ist überliefert, dass ein Holzförster im Kreuzhorst, Andr. Behse in Prester einen Sohn taufen ließ.
Im Werk Flora der Provinz Brandenburg, der Altmark und des Herzogthums Magdeburg des Botanikers Paul Ascherson aus dem Jahr 1864 wird das Forsthaus mehrfach als Fundort von Pflanzenarten erwähnt. So wuchs der Niederliegende Krähenfuß am Weg am Forsthaus. Beim Forsthaus fanden sich darüber hinaus Festuca adscendens und die Sumpf-Platterbse.
Bis in das 19. Jahrhundert wurde das Gut als Forsthaus genutzt. Die Bewohner waren in die Salbker Kirche eingepfarrt. Letzter Bewohner war der Kreuzhorstförster Hinze, der allerdings um 1880 nach Luisenthal zog und den dortigen Gasthof Louisenthal erbaute. Das Forsthaus wurde niedergelegt und zum Abbruch verkauft. Die Aufgabe des Anwesens erfolgte, da nur etwas weiter östlich ein hoher Elbdeich errichtet worden war. Da das Wasser hier im Hochwasserfall nicht mehr weiter strömen konnte und ein Rückstau entstand, war die Hochwassergefahr für das Gut Kulenhagen zu groß geworden.

## Heutige Situation
Erhalten blieb die künstliche Geländeerhebung. Auch der dort befindliche alte Obstbaum- und Gehölzbestand weist noch auf die ursprüngliche Nutzung hin. Am nahe gelegenen Rad- und Wanderweg von der Fähre Westerhüsen zum Elberadweg befindet sich eine Informationstafel die über die Geschichte des Guts informiert. Östlich des ehemaligen Standorts befindet sich der kleine See Kuhlenhagen.